# Георги Ямаков
Георги Трифонов Ямаков е български комунист, инженер, офицер, генерал-лейтенант.

## Биография
Роден е на 6 септември 1924 г. в търновското село Михалци. Баща му Трифон Ямаков е убит по време на терора през 1925 г. Той и майка му са изведени в Съветския съюз през 1926 г. Първоначално той учи в Международния детски дом. След това е курсант е в трета специална артилерийска школа в Москва.
По време на Втората световна война е доброволец в Червената армия, но няма навършени 18 години и отначало е в обоза. След това се сражава в Одеската зенитна артилерийска бригада. Ранен е в боевете при Одеса и е изпратен да се лекува. През 1943 г. става член на ВЛКСМ. Същата година започва да учи в артилерийски факултет на Висшето техническо училище „Бауман“. Завършва през 1949 г.
През януари 1950 г. се завръща в България със звание капитан от Червената армия. От 31 януари 1950 г. е назначен за офицер по артилерийското въоръжение в отдел „Контрол и изпитание“ на Управление „Артилерийско въоръжение“. Между 7 май и 7 юли 1951 г. е началник на мобилизационно планов отдел. Назначен е за началник на управление „Артилерийско въоръжение“ в Министерството на отбраната от 7 юли 1951 г. Остава на този пост до 24 март 1962 г. От 24 март 1962 г. е на разпореждане на председателя на Комитета по промишлеността. По-късно е началник на „Специално производство“ в Министерството на машиностроенето. От 1952 г. е член на БКП. От 1963 г. е генерал-майор от българската армия. Между 1962 и 1973 г. е генерален директор на ДСО „Металхим“. След това е заместник-председател на Комитета по стандартизация и метрология и генерален конструктор на „Металхим“. През 1960-те години участва в изграждането на монтажен завод на „Рено“ в България, в който се произвежда „Булгаррено“.
Между 1971 и 1981 г. е кандидат-член на ЦК на БКП. Удостоен е със званието „Герой на социалистически труд“ (указ № 1543 от 24 септември 1970 г.), заслужил деятел на техниката (1984). Носител е още на ордените „Народна република България“ – I ст. (1960, 1974), „Червено знаме на труда“ (1966). Умира на 26 март 1991 г.

## Военни звания
- генерал-майор – 1963
- генерал-лейтенант – 1970